# First-person

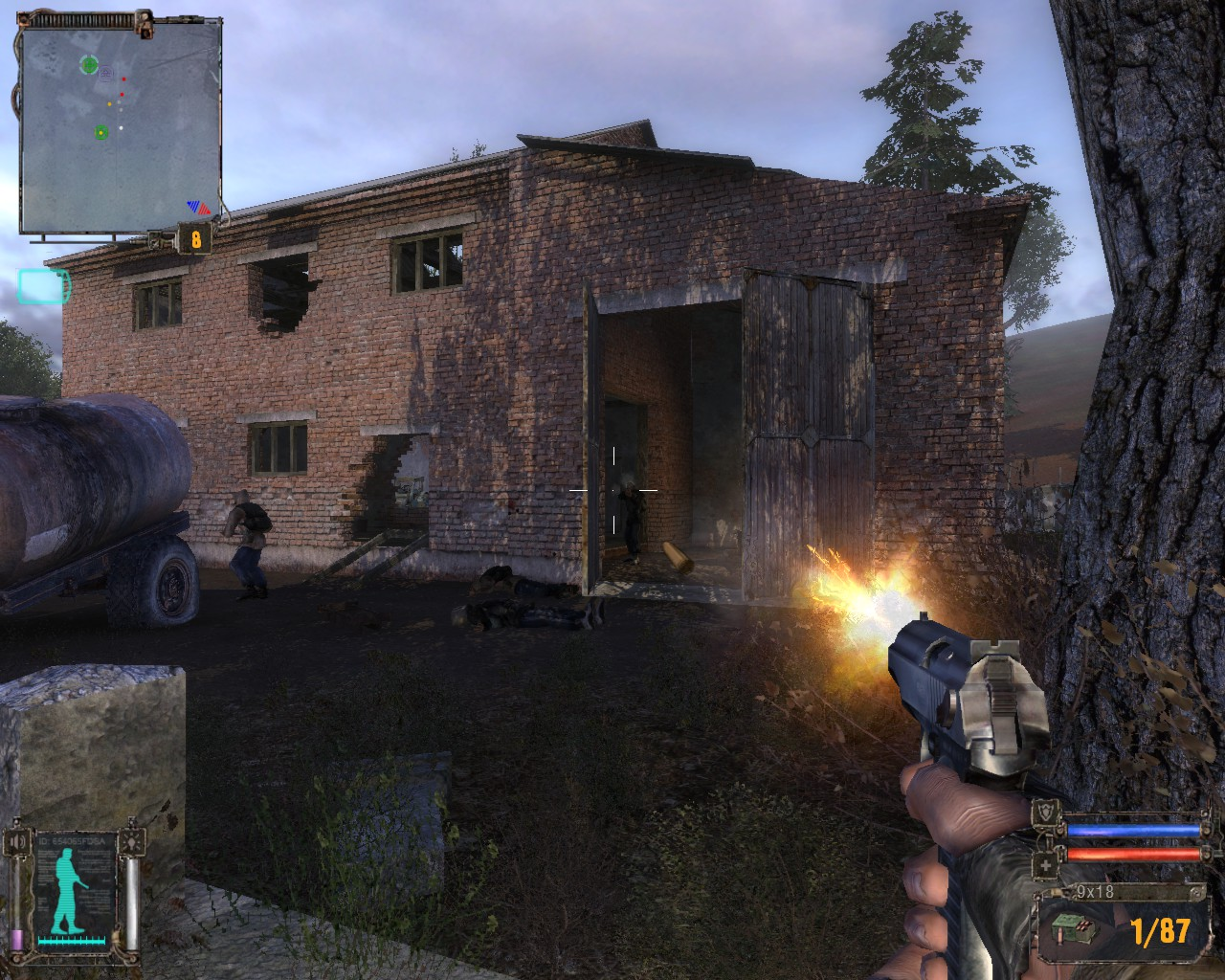
Screenshot realizat pe PC din timpul gameplay-ului Stalker: Shadow of Chernobyl”. Perspectiva este un exemplu de Shooter First-Person.

În jocuri video, first person se referă la perspectiva grafică randată din punctul de vedere al personajului jucător. De multe ori, acea vedere poate fi cea dint-un vehicul. Multe genuri folosesc acest tip de perspectivă, de la Shooter first-person la joc de aventură și simulatoare de zbor.